# Zucchius (cratère)
Zucchius est un cratère lunaire, de 64 km de diamètre et profond de 3 300 m, situé près du limbe lunaire sud-ouest. Il porte ce nom en hommage à Niccolò Zucchi, astronome jésuite italien du XVIIe siècle. En raison de sa position et de la perspective, la forme du cratère semble elliptique. Il se situe juste au sud-sud-ouest du cratère Segner (en) et au nord-est du grand cratère Bailly. Au sud-est, se trouve le cratère Bettinus, une formation seulement un tout petit peu plus large que Zucchius.
La muraille de Zucchius est symétrique et montre peu de trace d’érosion. Le mur intérieur, large, est en terrasse. Le fond plat, restreint, possède un petit groupe de crêtes centrales.